# دينيسي ويلش
دينيسي ويلش (بالإنجليزية: Denise Welch)‏ هي كاتبة سير ذاتية ومقدمة تلفزيونية وممثلة بريطانية، ولدت في 22 مايو 1958 في Ebchester ‏ في المملكة المتحدة.

## وصلات خارجية
- دينيسي ويلش على موقع IMDb (الإنجليزية)
- دينيسي ويلش على موقع ميوزك برينز (الإنجليزية)
- دينيسي ويلش على موقع إن إن دي بي (الإنجليزية)
- دينيسي ويلش على موقع قاعدة بيانات الفيلم (الإنجليزية)